# Го Тайци
Го Тайци́ (кит. 郭泰祺, пиньинь Guō Tàiqí, 4 декабря 1888 — 29 февраля 1952) — китайский дипломат, журналист, преподаватель времен Китайской республики.

## Биография

### Обучение
Происходил из интеллигентной семьи. Родился в уезде Гуанцзи провинции Хубэй. Сын ученого Го Сигу. Получил начальное классическую конфуцианскую образование. В 1902-1904 годах учился в г. Учан в современной школе, основанной на европейских методиках преподавания. В 1904 году был направлен китайским правительством на учебу в США. Здесь учился в средней школе высшей ступени в г. Истгемптон (штат Массачусетс) с осени 1904 до лета 1908 года.
После ее окончания поступил в Университета Пенсильвании, где изучал политические науки. В марте 1911 года был принят в члены общества «Фи Бета Каппа» (почетная студенческая организация США). После окончания университета получил научную степень в области социологии. В течение 1911 года работал репортером в Филадельфии, затем редактором студенческой газеты.

### Политическая деятельность
В 1912 году возвращается в Китай, где присоединяется к революционному движению против династии Цин. Того же года становится членом партии Гоминьдан. Впоследствии становится секретарем Ли Юаньхун, который возглавлял военно-революционное правительство провинции Хубэй. Находился в Учан до декабря 1913 года, когда Юань Шикай убедил Ли Юаньхуна принять активное участие в деятельности правительства в Пекине, стать вице-президентом. Кое Тайчи, оставаясь подчиненным Ли, сопровождал его к Пекину.
После принятия Ли Юаньхуном поста Президента Китайской республики в 1916 году, Куо работал главным секретарем при президентском офисе и советником министерства иностранных дел. После отставки Ли стал советником при правительстве Сунь Ятсена. Летом 1918 года вместе с Чэнь Юженєм и Ван Чжентином был направлен в США с целью добиться американской поддержки для нового военного правительства, которое было сформировано в Кантоне, однако эти усилия успеха не имели. В следующем году Кое выступал техническим экспертом Южной группы (Южный правительство в Кантоне) объединенной китайской делегации на Парижской мирной конференции, и в 1920 году вернулся в Китай.
После возвращения Сунь Ятсена из Шанхая до Кантона, Кое Тайчи в 1921 году становится советником при президентском офисе и главой информационного бюро, а с апреля 1922 года возглавляет административный департамент Гуандунского провинциального правительства.
В 1923 году он назначается на должность заместителя министра иностранных дел, но после создания в 1925 году в Кантоне Национального правительства уходит в отставку и возглавляет Коммерческой колледж в Ухане.
После раскола Гоминьдана Куо поддержал фракцию Чан Кайши, который сформировал Национальное правительство в Нанкине в противовес режима в Ухане во главе с Ван Цзинвэем. Тайчи перебирается в Шанхай, где работает в правительстве Чан Кайши как заместитель министра иностранных дел и председатель международного бюро.
В декабре 1927 года назначается на должность председателя Комитета по китайско-советских отношений. Куо занял негативную позицию по отношению к Советскому Союзу. По его распоряжению были ликвидированы коммерческие предприятия, которые принадлежали Советскому Союзу в Шанхае, а также проведена принудительная регистрация всех россиян, проживавших в городе. Вскоре становится исполняющим обязанности министра иностранных дел, однако был отстранен от работы в правительстве и снят со всех партийных постов в феврале 1928 года после того, как министром иностранных дел стал генерал Хуан Фу.
В 1928 году Куо Тайчи был направлен на работу к Законодательной палаты, а в марте 1929 года предполагалось его командировки в качестве посла в Италии, однако от последнего назначения он отказался. В 1930 году Кое присоединился к северной коалиции во главе с Фен Юсяном и Ян Сишанем.
В январе 1932 года был назначен заместителем министра иностранных дел, а также был членом Комитета иностранных дел Центральной Политического Совета Гоминьдана. В это время возобновились бои между китайскими и японскими войсками. Последние пытались захватить Шанхай. В марте в связи со сложной обстановкой в районе военных действий было принято решение о начале мирных переговоров. Куо Тайчи принимал в них активное участие как глава китайской делегации. После долгих и тяжелых переговоров 5 мая 1932 года было подписано китайско-японское соглашение. Со стороны Китая договор подписал заместитель министра иностранных дел Куо Тайчи. Китай был вынужден принять условия Японии. Однако Куо не был согласен с позицией министра иностранных дел Ло Веньгана и ушел в отставку.

### Дипломатическая работа
В апреле 1932 был назначен послом в Великобритании, однако продолжил работу на посту заместителя министра иностранных дел до назначения преемника. Кроме своих основных обязанностей в посольстве в Лондоне Кое Тайчі до 1938 года активно работал в Лиге Наций как представитель Китая. В своих выступлениях он регулярно поднимал вопрос о японской агрессии в Китае, в частности о бомбардировке японской авиацией открытых китайских городов, боролся против признания государствами Маньчжоу-го. Особенно большое внимание уделял техническому сотрудничеству с Лигой Наций.
В этот период участвовал в нескольких международных конференциях, в том числе по финансовым вопросам в Лондоне в мае 1933 года. Также в 1933 году был делегатом Китая на конференции по разоружению в Женеве. В 1934 году он становится главой китайской делегации на Ассамблее Лиги Наций. В 1934 году поддержал вступление Советского Союза в Лигу Наций. В 1935 году становится почетным доктором права Лондонского университета. В 1936 году был назначен главным представителем Китая в Совете Лиги Наций.
После начала новой китайско-японской войны в июле 1937 года (инцидент на мосту Марко Поло) вместе с другим китайским дипломатом Гу Вейцзюнєм предпринимал активные усилия, чтобы добиться от иностранных государств поддержки Китая в его сопротивлении Японии. Они призвали Лигу Наций оказать помощь Китая и присутствовать на Брюссельской конференции, созванной в 1937 году для решения китайско-японского конфликта. Хотя Куо и Гу настаивали на введении экономических санкций против Японии и оказании помощи Китаю, поддержки они не получили. Зато Куо становится почетным доктором права Оксфордского университета.
3 мая 1938 года было подписано англо-японское соглашение по китайским морским таможням в оккупированных японцами портах. 6 мая Куо Тайчи выступил с протестом против этой сделки и она не была реализована. Также Куо высказывался против того, чтобы Великобритания предоставляла Японии свободу действий в северном Китае в обмен на учёт Японией английских интересов в этом районе. В ответ в английском сообщении от 14 января 1939 года было заявлено о готовности британского правительства вести переговоры с Китаем об отмене экстерриториальности только после заключения мира между Китаем и Японией.
После конфликта в 1940 году между Китаем и Великобританией из-за намерения последней закрыть Бирманскую железную дорогу, которой китайцы получили снаряжение, правительство Чан Кайши отозвал Куо Тайчи из Лондона (были прекращены в связи с Великобританией и Китай вышел из Лиги Наций).

### Работа в правительстве
Получил назначение в Постоянный комитет Верховного Совета национальной обороны. Его деятельность на этой должности заключалась в том, чтобы попытаться помешать признанию государствами признанного Японией нанкинського правительства Ван Цзинвэя. В период с апреля по декабрь 1941 года Куо Тайчи занимал должность министра иностранных дел Китая.
В мае 1941 года правительство Чан Кайши вновь поставил на повестку дня вопрос об отмене неравноправных договоров. Состоялся обмен мнениями между министром иностранных дел Китая Куо Тайчи и государственным секретарем США К. Хэллом относительно намерений американского правительства отказаться от прав экстерриториальности в Китае. Хэлл отверг требования китайцев, но подчеркнул готовность правительства США обсудить этот вопрос после наступления мира.
В период деятельности Куо Тайчи на посту министра иностранных дел Китай разорвал отношения со странами, которые объявили о признании правительства Ван Цзинвэя, поддержал Атлантическую хартию и установил дипломатические отношения с правительством Чехословакии в эмиграции. В декабре 1941 года был сменен на посту министра иностранных дел Сун Цзивенєм и занял пост Председателя Комитета иностранных дел Верховной Рады национальной обороны. При этом он продолжал играть большую роль в разработке внешнеполитического курса страны, поскольку Сун значительную часть времени находился в США.

### Возвращение к дипломатии
В феврале 1946 года был назначен представителем Китая в Совете Безопасности ООН. Затем в марте-апреле он вошел в Комиссию ООН по атомной энергии. В июне был удостоен степени доктора права Университета Пенсильвании. В марте 1947 года он становится членом Комиссии ООН по обычным видам вооружений, однако в декабре был вынужден оставить этот пост в связи с назначением на должность посла Китая в Бразилию. Когда в 1949 году к власти в Китае пришла Коммунистическая партия, Куо Тайчи вышел в отставку, покинул Рио-де-Жанейро и перебрался в Санту-Барбару (штат Калифорния), где с 1939 года жила его жена и два сына. Здесь он скончался 29 февраля 1952 года после продолжительной болезни.

## Награды
- Орден Трёх звёзд 1 степени (Латвия, 19 января 1937)[2]